# عبدالله صدیقه
عبدالله صدیقه (انگلیسی: Abdullah Saddikah؛ زادهٔ ۱۳ نوامبر ۱۹۷۱) بازیکن فوتبال اهل سوریه بود.
وی همچنین در تیم‌های ملی فوتبال سوریه و زیر ۲۰ سال سوریه بازی کرده‌است.